# Cuora yunnanensis
La tortuga de caja de Yunnan (Cuora yunnanensis) es una especie de tortuga de la familia Geoemydidae endémica de Yunnan (China). Se creía extinta desde principios del siglo XX, el último espécimen fue verificado en 1940 (Blanck, 2005, Blanck et al. 2006).
En 2004 una hembra apareció en el mercado de mascotas en Kunming (China), un año más tarde, un macho de la misma fuente y de nuevo un año más tarde, otra hembra fue encontrada allí. La validez de estos ejemplares fue puesta en duda y muchos creyeron que fueron producidos intencionalmente híbridos (ver UICN 2006), una técnica común en China para producir las tortugas que llegan a altos precios.
En 2007 muestras de los tres ejemplares vivos se entregaron a una prueba genética, y se confirmó que los tres ejemplares vivos eran, en efecto, Cuora yunnanensis y no híbridos. La distribución de esta especie aún no está clara, pero debido a su valor, está muy buscada. Las medidas de protección son necesarias para salvar esta especie en peligro de extinción, probablemente a partir de su regreso a la UICN.